# عبد الرحمن مصطفى (سياسي)
عبد الرحمن مصطفى (بالتركية: Abdurrahman Mustafa) هو سياسي سوري من أصول تركية، ولد في 1964 في حلب في سوريا.

## الحياة الشخصية
ولد عبد الرحمن مصطفى في الأول من يناير عام 1964 في قرية تل حجر في محافظة حلب السورية وهو متزوج وتعود أصوله إلى تركمان سوريا.

### دراسته
التحق عبد الرحمن مصطفى بكلية التجارة في جامعة حلب وتخرج عام 1984 بدرجة بكالوريوس في الأعمال/الإدارة. يجيد عبد الرحمن مصطفى اللغة العربية والتركية والإنجليزية.

### مسيرته المهنية
اشتغل عبد الرحمن مصطفى خلال مسيرته المهنية التي استمرت 24 عاما في السعودية وتركيا وليبيا وبلغاريا وقد عمل مع الشركات التالية:
- 1992: مدير الشؤون المالية والإدارية ومدير إقليمي لشركة كوتامان المساهمة التركية في ليبيا.
- 1993-1995: تجارة حرة (تركيا - بلغاريا).
- 1996-2012: مجموعة شركات أوزكوسا أوغلو التركية (شركة أنتس المساهمة).

وشغل منصب مدير للشؤون المالية والإدارية لشركة كوتامان في ليبيا، ومعاون مدير عام الشركة، والمدير الإقليمي للشركة في ليبيا، ومنسق الشركة في سورية والشرق الأوسط، ومدير إقليمي للشركة في المملكة العربية السعودية.

### العمل السياسي
بدأ حياته العملية في مجال الأعمال والإدارة المالية عام 1988م واستمر بعمله حتى بداية الحراك الشعبي في سوريا في عام 2011م حيث عاد إلى سوريا وانخرط في السلك السياسي وكانت مسيرته السياسية: 
- 2012: عضو مؤسس في منبر تركمان سورية.
- 2013-2014: عضو مؤسس في المجلس التركماني السوري.
- نائب رئيس المجلس التركماني السوري.
- 2013-2014: مسؤول العلاقات الخارجية والسياسية في لواء أحفاد الفاتحين.
- 2014-2016: رئيس المجلس التركماني السوري.
- 2016- .....: عضو المجلس التركماني السوري.
- 07 / 05 / 2017:  نائب رئيس الائتلاف الوطني السوري.
- 28 / 02 / 2018: الرئيس المكلف للائتلاف الوطني السوري بعد استقالة رياض سيف من الرئاسة.[6]